# Ampelopsis orientalis
Ampelopsis orientalis là một loài thực vật hai lá mầm trong họ Nho. Loài này được (Lam.) Planch. miêu tả khoa học đầu tiên năm 1887.